# O Dominó Preto
O Dominó Preto é um livro de contos escrito por Florbela Espanca e publicado postumamente em 1982. A primeira edição, realizada pela Livraria Bertrand de Lisboa, contém um prefácio de Y. K. Centeno.
Florbela começou a prepará-lo provavelmente em 1927 e tencionava publicá-lo em Outubro do ano seguinte.
O Dominó Preto inclui vários contos escritos por Florbela nesta altura em que se sentia menos virada para a poesia, e enquanto se dedicava a traduções de romances franceses, dadas as fracas condições económicas. Mostra-se um livro mais ligeiro e menos imbuído do tom funesto e soturno que Florbela imprimirá ao seu livro de contos seguinte, As Máscaras do Destino. No entanto, devido às partilhas dos direitos de autor, o livro só seria publicado em 1982, passados cinquenta anos sobre o desaparecimento da poetisa.
Fazem parte do livro os seguintes contos:
- Mulher de Perdição
- À Margem Dum Soneto
- O Dominó Preto
- Amor de Outrora
- O Crime do Pinhal do Cego
- O Regresso do Filho

"No verso da última página do conto "Mulher de Perdição", Florbela hesita na vontade de publicar esta obra, e escreve, sem pretensões: «Primeiros ensaios (coisas para aproveitar) ou antes, para não aproveitar… Tolices!» Curiosamente, o manuscrito não tem data, nem assinatura, que Florbela colocava no fim de todos os contos, incluindo os de O Dominó Preto."
"Amor de Outrora" é um conto com traços autobiográficos. A sua protagonista, que durante uma consulta médica encontra um antigo amor da província, evoca a própria Florbela, apaixonada por Mário Lage, o seu médico e terceiro marido.
"À Margem Dum Soneto" apresenta uma quase inventariação das diferentes personalidades da poetisa. A autora inicia-o falando duma poetisa "vestida de veludo branco e negro", que "estendeu a mão delgada, onde as unhas punham um reflexo de jóias....", informando um visitante de que tinha fechado o seu "livro de versos… com um belo soneto!"
Segue, "num olhar… afogado em sonho" e "numa voz macia e triste" a leitura do soneto e termina com "o mal de ser sozinha"… suportando "o pavoroso e atroz mal de trazer/ tantas almas a rir dentro da minha!...."
Descrevendo a romancista brasileira, uma das personagens do conto, Florbela fala de facto de si própria: "feia, nada elegante, inteligente, mas com o talento, o espírito e a graça, e sobretudo o encanto, duma imaginação extraordinária, palpitante de vida, apaixonada e colorida, sempre variada, duma pujança assombrosa"
Referindo um outro imaginário romance apresenta-se "ardente e sensual, rubra de paixão, endoidecendo homens, perdendo honras…"
Com alusão a um terceiro presumível livro, qualifica-se "céptica e desiludida, irónica, desprezando tudo, desdenhando tudo, passando indiferente em todos os caminhos, fazendo murchar todas as coisas belas". Mente "dia e noite só pelo prazer de mentir" e "beija doidamente um amante doido".
Antes do final, a autora exalta o ser poeta:
«As almas das poetisas são todas feitas de luz, como as dos astros: não ofuscam, iluminam....»